# Onthophagus otjivarongus
Onthophagus otjivarongus är en skalbaggsart som beskrevs av Vladimir Balthasar 1967. Onthophagus otjivarongus ingår i släktet Onthophagus och familjen bladhorningar. Inga underarter finns listade i Catalogue of Life.